# La Ferté-Vidame
La Ferté-Vidame és un municipi francès, situat al departament de l'Eure i Loir i a la regió de Centre – Vall del Loira. L'any 2007 tenia 782 habitants.

## Demografia

### Població
El 2007 la població de fet de La Ferté-Vidame era de 782 persones. Hi havia 344 famílies, de les quals 136 eren unipersonals (60 homes vivint sols i 76 dones vivint soles), 108 parelles sense fills, 88 parelles amb fills i 12 famílies monoparentals amb fills.
La població ha evolucionat segons el següent gràfic:
Habitants censats

### Habitatges
El 2007 hi havia 453 habitatges, 346 eren l'habitatge principal de la família, 75 eren segones residències i 32 estaven desocupats. 353 eren cases i 94 eren apartaments. Dels 346 habitatges principals, 193 estaven ocupats pels seus propietaris, 138 estaven llogats i ocupats pels llogaters i 16 estaven cedits a títol gratuït; 4 tenien una cambra, 43 en tenien dues, 89 en tenien tres, 105 en tenien quatre i 104 en tenien cinc o més. 220 habitatges disposaven pel capbaix d'una plaça de pàrquing. A 189 habitatges hi havia un automòbil i a 88 n'hi havia dos o més.

### Piràmide de població
La piràmide de població per edats i sexe el 2009 era:
| Homes | Edats   | Dones |
| ----- | ------- | ----- |
| 0     | 95 o +  | 0     |
| 4     | 90 a 94 | 4     |
| 0     | 85 a 89 | 8     |
| 16    | 80 a 84 | 8     |
| 20    | 75 a 79 | 12    |
| 20    | 70 a 74 | 48    |
| 24    | 65 a 69 | 20    |
| 8     | 60 a 64 | 12    |
| 12    | 55 a 59 | 16    |
| 36    | 50 a 54 | 16    |
| 28    | 45 a 49 | 28    |
| 16    | 40 a 44 | 28    |
| 20    | 35 a 39 | 16    |
| 36    | 30 a 34 | 24    |
| 68    | 25 a 29 | 24    |
| 36    | 20 a 24 | 8     |
| 44    | 15 a 19 | 20    |
| 36    | 10 a 14 | 20    |
| 4     | 5 a 9   | 32    |
| 24    | 0 a 4   | 28    |

## Economia
El 2007 la població en edat de treballar era de 468 persones, 329 eren actives i 139 eren inactives. De les 329 persones actives 284 estaven ocupades (160 homes i 124 dones) i 44 estaven aturades (26 homes i 18 dones). De les 139 persones inactives 45 estaven jubilades, 27 estaven estudiant i 67 estaven classificades com a «altres inactius».

### Ingressos
El 2009 a La Ferté-Vidame hi havia 346 unitats fiscals que integraven 731 persones, la mediana anual d'ingressos fiscals per persona era de 15.532 €.

### Activitats econòmiques
Dels 36 establiments que hi havia el 2007, 4 eren d'empreses alimentàries, 2 d'empreses de fabricació d'altres productes industrials, 4 d'empreses de construcció, 7 d'empreses de comerç i reparació d'automòbils, 3 d'empreses de transport, 3 d'empreses d'hostatgeria i restauració, 1 d'una empresa financera, 2 d'empreses immobiliàries, 4 d'empreses de serveis, 4 d'entitats de l'administració pública i 2 d'empreses classificades com a «altres activitats de serveis».
Dels 12 establiments de servei als particulars que hi havia el 2009, 1 era una gendarmeria, 1 oficina de correu, 1 una oficina bancària, 2 autoescoles, 2 paletes, 1 fusteria, 1 perruqueria, 1 agència de treball temporal, 1 restaurant i 1 agència immobiliària.
Dels 7 establiments comercials que hi havia el 2009, 1 era una botiga de més de 120 m², 2 fleques, 3 carnisseries i 1 una joieria.
L'any 2000 a La Ferté-Vidame hi havia 7 explotacions agrícoles.

## Equipaments sanitaris i escolars
L'únic equipament sanitari que hi havia el 2009 era una farmàcia.
El 2009 hi havia una escola elemental.

## Poblacions més properes
El següent diagrama mostra les poblacions més properes.